# Тросеруд, Хейди Дюре
Хейди Дюре Тросеруд (норв. Heidi Dyhre Traaserud; род. 10 июля 2003[…]) — норвежская прыгунья с трамплина, чемпионка мира 2025 года в командном соревновании.

## Спортивная карьера
В 2019 году Хейди на чемпионате мира по лыжным видам спорта среди юниоров в Лахти заняла 49-е место в личном турнире и 9-е в командных соревнованиях.
В 2020 году представляла Норвегию на зимних юношеских Олимпийских играх в Лозанне. В личном зачете по прыжкам с трамплина заняла 22-е место. В составе сборной Норвегии участвовала в соревнованиях в смешанном разряде и заняла итоговое седьмое место.
На чемпионате мира по лыжным видам спорта среди юниоров 2022 года в Закопане норвежка заняла 31-е место в индивидуальных соревнованиях. В командных соревнованиях в составе Норвегии стала пятой, в смешанных соревнованиях выиграла бронзовую медаль.
24 февраля 2024 года Траасеруд впервые стартовала на этапе Кубка мира в Хинценбахе и сразу же смогла набрать очки в зачёт Кубка мира.
На чемпионате мира 2025 года в Тронхейме в командных соревнованиях в составе сборной Норвегии стала чемпионкой мира. В индивидуальных прыжках с нормального трамплина была 15-й.

### Чемпионат мира
- 1 медаль (1 золото)

| Год                                   | Возраст | NH     |
| ------------------------------------- | ------- | ------ |
| Тронхейм 2025, командные соревнования | 21      | Золото |